# Vicolo cieco (film 1939)
Vicolo cieco (Blind Alley) è un film del 1939 diretto da Charles Vidor.
È un film poliziesco a sfondo drammatico statunitense con Chester Morris, Ralph Bellamy e Ann Dvorak. È basato sull'opera teatrale del 1935 Blind Alley di James Warwick. Nel 1948 ne è stato prodotto un remake, Pazzia (The Dark Past).

## Trama
Hal Wilson, un feroce assassino appena evaso dal carcere, si rifugia con i suoi complici in una casa in riva al lago – tenendo ivi reclusi quanti erano presenti in essa - in attesa che un'imbarcazione giunga e lo porti in salvo dalla polizia che lo ricerca. La casa è quella del dottor Shelby, psichiatra, che, insieme alla moglie e al figlioletto, sta intrattenendo alcuni ospiti.
Il dottor Shelby individua in Wilson un tipico caso clinico, e, nottetempo, applicando la psicoanalisi – o per lo meno una versione edulcorata di essa - riesce a curare Wilson, paziente scorbutico ma decisamente collaborativo, dalle sue nevrosi. Il che non è di grande aiuto, in ogni caso, perché Wilson viene ucciso dalla polizia intervenuta sul posto poche ore dopo.

## Produzione
Il film, diretto da Charles Vidor su una sceneggiatura di Philip MacDonald, Michael Blankfort, Albert Duffy e Lewis Meltzer (quest'ultimo non accreditato) e un soggetto di James Warwick, fu prodotto da Jack Fier per la Columbia Pictures Corporation e girato dal 15 febbraio 1939 al 14 marzo 1939.

## Colonna sonora
- Far Above Cayuga's Waters - (1870) musica di by H.S. Thompson (1857)
- Waltz Op. 64 No. 2 in C sharp minor - (1846-47) musica di Frédéric Chopin, suonata al pianoforte da Rose Stradner
- Nocturne Op. 9 No. 2 in E flat major - (1830-31) musica di Frédéric Chopin, suonata al pianoforte da Rose Stradner

## Distribuzione
Il film fu distribuito con il titolo Blind Alley negli Stati Uniti dall'11 maggio 1939 (première a Los Angeles il 21 aprile 1939) al cinema dalla Columbia Pictures.
Altre distribuzioni:
- in Portogallo il 25 aprile 1940 (O Que um Cérebro Esconde)
- in Francia il 14 novembre 1945 (L'étrange rêve)
- in Italia (Vicolo cieco)
- in Spagna (Rejas humanas)

## Critica
Secondo il Morandini è un "curioso e insolito film criminale che lascia spazio alla psicologia del profondo". Il film risulterebbe uno dei primi tra quelli prodotti ad Hollywood a fare uso massiccio della psicanalisi nella trama. Altro punto a favore sarebbe costituito dalle "sequenze oniriche".